# Sean Doolittle (baseball)
Pour les articles homonymes, voir Sean Doolittle.
Sean Robert Doolittle (né le 26 septembre 1986 à Rapid City, Dakota du Sud, États-Unis) est un ancien lanceur de relève gaucher des Ligues majeures de baseball.

## Carrière

### Athletics d'Oakland
Joueur à l'Université de Virginie, Sean Doolittle est un choix de première ronde des Athletics d'Oakland en 2007, un an après avoir remporté une médaille d'or avec l'équipe des États-Unis au Championnat du monde de baseball universitaire 2006 disputé à La Havane. À l'université, Doolittle est à la fois lanceur et joueur de position, mais c'est en qualité de voltigeur et joueur de premier but qu'il est sélectionné par Oakland. Dans les ligues mineures, il évolue principalement au premier but mais des blessures au genou le tiennent à l'écart du jeu pendant deux ans et demi. À son retour en 2011, il décide d'être lanceur uniquement.

#### Saison 2012
Doolittle fait ses débuts dans le baseball majeur avec les Athletics d'Oakland le 5 juin 2012 comme lanceur de relève, affrontant quatre frappeurs des Rangers du Texas et en retirant trois sur des prises. En 44 apparitions au monticule à sa première saison, il présente une moyenne de points mérités de 3,04 en 47 manches et un tiers lancées avec 60 retraits sur des prises, deux victoires, une défaite et un sauvetage. Il effectue 3 présences en Série de divisions 2012 de la Ligue américaine et maintient une moyenne de points mérités de 3,38 avec 5 retraits sur des prises en deux manches et deux tiers lancées contre les Tigers de Détroit. 

#### Saison 2013
Amorçant la saison 2013 dans l'enclos des releveurs des Athletics, Doolittle est employé à 70 reprises et enregistre une fois de plus 60 retraits au bâton, mais cette fois en 69 manches lancées. Il affiche une moyenne de 3,13 points mérités par partie avec 5 victoires, autant de défaites, et deux sauvetages. Oakland retrouve Détroit dans une nouvelle Série de divisions de la Ligue américaine en 2013 : malgré 6 retraits sur des prises en 4 manches et un tiers lancées face aux Tigers, sa moyenne s'élève à 4,15. Il est le lanceur perdant du 4e match de la série lorsqu'il sabote l'avance des siens en accordant un coup de circuit à Víctor Martínez et permet à l'éventuel point gagnant d'atteindre les buts.

#### Saison 2014
Doolittle participe au match des étoiles 2014. Il termine la saison avec sa meilleure moyenne de points mérités jusque-là en carrière : 2,73 en 62 manches et deux tiers lancées et 61 parties jouées. Il réalise son plus haut total de retraits sur des prises en une année : 89, soit un nouveau sommet de 12,8 retraits au bâton en moyenne par 9 manches lancées. 

#### Saison 2015
En janvier 2015, un médecin remarque une déchirure partielle de la coiffe du rotateur de l'épaule gauche de Doolittle. Bien que la blessure ne nécessite pas d'intervention chirurgicale, le lanceur est placé sur la liste des joueurs blessés et ne dispute qu'en mai son premier match de la saison. Il est de retour le 27 mai, où il lance face aux Tigers de Détroit une manche sans accorder de point, mais son retour était précipité et il est de nouveau placé sur la liste des blessés, cette fois jusqu'au 23 août. Il joue 12 matchs en fin d'année et protège 4 victoires des A's.

#### Saison 2017
Lors d'un séjour en ligues mineures pour retrouver la forme à la suite d'une blessure, Doolittle est l'un des lanceurs des Sounds de Nashville, club-école d'Oakland, à participer à un match sans coup sûr combiné face aux Storm Chasers d'Omaha le 7 juin 2017 ; il lance une manche en relève à Chris Smith et est suivi au monticule par Tucker Healy et Simón Castro.

### Nationals de Washington
Le 16 juillet 2017, les Athletics d'Oakland échangent Doolittle et le lanceur de relève droitier Ryan Madson aux Nationals de Washington en retour du lanceur gaucher Blake Treinen et de deux joueurs de ligues mineures, le lanceur gaucher Jesus Luzardo et le joueur de troisième but Sheldon Neuse.